# Aslanberg
De Aslanberg (Engels: Aslan's How) is een fictieve berg uit het boek Prins Caspian van de De Kronieken van Narnia door C.S. Lewis.

## Ligging en geografie
De Aslanberg ligt aan de rand van de Donkere Bossen in het midden van Narnia, in de buurt van de rivier de Reest. Het is een ronde groene kunstmatige heuvel, die in de loop van de tijd, is volgegroeid met bomen.
De berg is over de Stenen Tafel heen geworpen, waarvan de resten zich in een grot onder de berg bevinden. Ook bevinden zich in de berg een stelsel van gangen, waar zich met gemak een heel leger in kan verstoppen.

## Prins Caspian
Op de raad van Doctor Cornelius trekt het leger van Prins Caspian terug naar de Aslanberg. Daar vinden ook de slagen plaats tussen het leger van Caspian en het leger van zijn oom Miraz. De Pevensies komen ook daarnaartoe en doen mee aan het laatste gevecht dat uitloopt op de overwinning van Prins Caspian.